# آقچه قلعه (آوج)
آقچه قلعه (آوج) روستایی از توابع بخش آبگرم شهرستان آوج در استان قزوین ایران است.

## جمعیت
این روستا در دهستان آبگرم (آوج) قرار دارد و براساس سرشماری مرکز آمار ایران در سال ۱۳۸۵، جمعیت آن ۱۱۷ نفر (۳۱خانوار) بوده‌است.